# هانا هال
هانا هال (بالإنجليزية: Hanna R. Hall)‏ (و. 1984  م) هي ممثلة تلفزيونية، وممثلة أفلام أمريكية، ولدت في دنفر.

## وصلات خارجية
- هانا هال على موقع IMDb (الإنجليزية)
- هانا هال على موقع ألو سيني (الفرنسية)
- هانا هال على موقع أول موفي (الإنجليزية)
- هانا هال على موقع قاعدة بيانات الأفلام السويدية (السويدية)
- هانا هال على موقع قاعدة بيانات الفيلم (الإنجليزية)
- هانا هال على موقع كينوبويسك (الروسية)